# Thelma Rodríguez

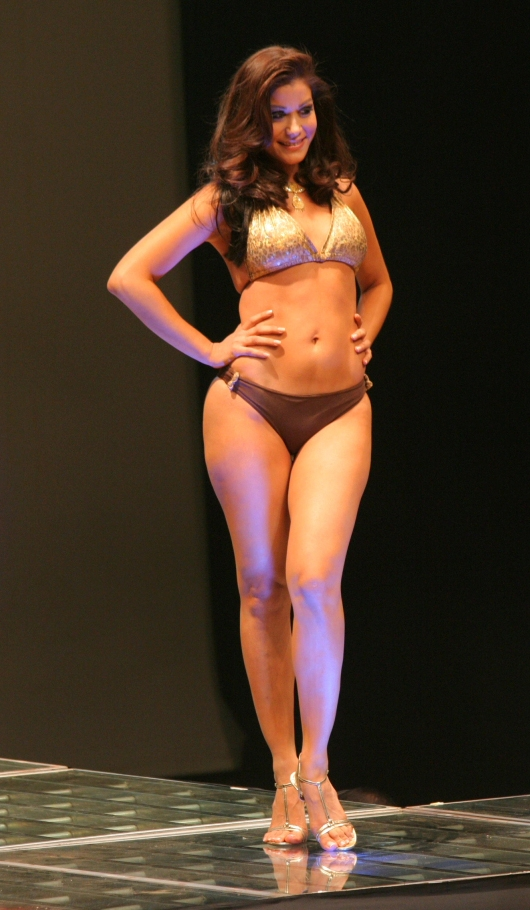

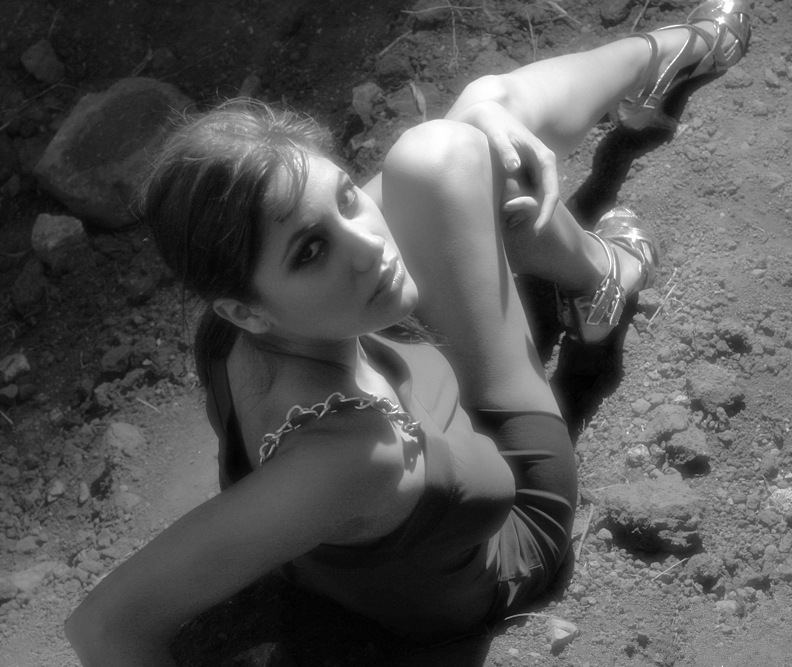

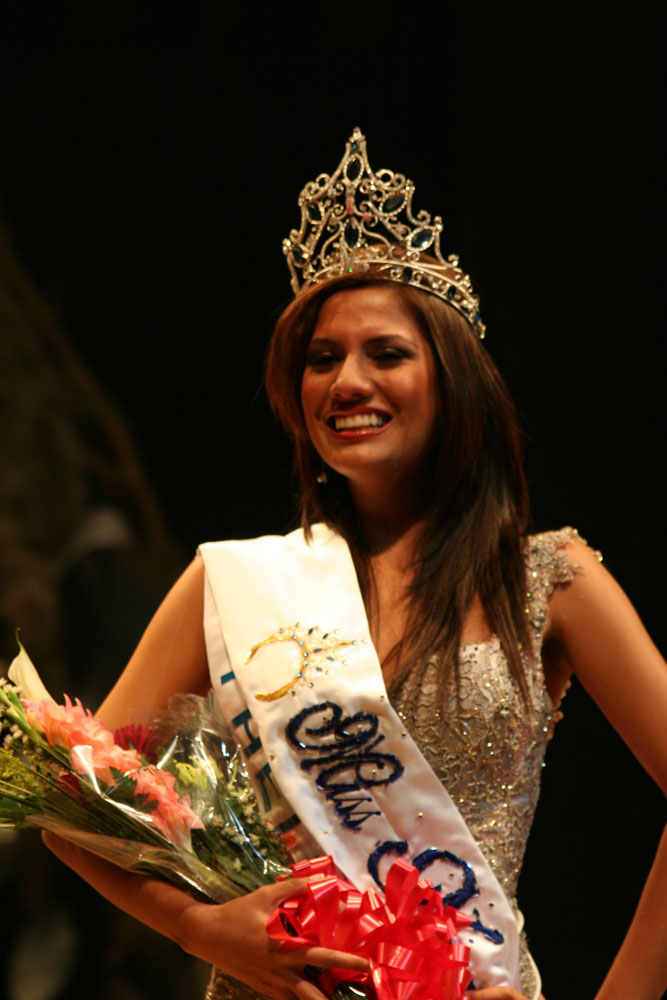

Thelma Guisselle Rodríguez Flores (Chinandega, 15 gennaio 1989) è una modella nicaraguense, incoronata Miss Nicaragua nel 2008, concorso che si è svolto presso il Rubén Darío National Theater di Managua, ed ha ricevuto la corono dalla vincitrice uscente Xiomara Blandino.. In seguito ha rappresentato il Nicaragua a Miss Universo 2008, che si è tenuto in Vietnam il 13 luglio 2008, dove però non è riuscita ad accedere alla rosa delle quindici finaliste. A novembre 2008, ha partecipato anche a Miss Terra nelle Filippine e nonostante fosse fra le favorite alla vittoria, non è riuscita a piazzarsi. Al momento dell'incoronazione la Rodríguez studiava turismo ed amministrazione alberghiera, presso la National Autonomous University of Nicaragua (UNAN) a León.